# 帕拉西奥斯德戈达
帕拉西奥斯德戈达，是西班牙卡斯蒂利亚-莱昂阿维拉省的一个市镇。 总面积53km2, 总人口479人（2001年），人口密度9人/km2。